# The fix
The fix Es el decimotercer episodio de la primera temporada de la serie estaudinense de la cadena NBC Héroes.

## Trama
Peter se topa con Claude confrontándolo tras haberlo visto robar, sin embargo el hombre lo ataca y le pide mantenerse alejado, Peter le hace mención a Claude sobre sus poderes, asegurándole que lo necesita, pero Claude se marcha, y Peter comienza a seguirlo hasta la azotea de un edificio, una vez allí, Peter le dice que necesita a prender a controlar sus poderes o si no la ciudad lo pagará, Claude aun mostrándose escéptico se macha.
Nathan ha hecho una alianza con Mohinder para encontrar a Peter, debido a su reciente desaparición, una vez que ambos encuentran a Peter, Nathan intenta persuadir a Peter por las buenas de venir con ellos, pero cuando Peter se niega, Nathan y Mohinder intentan capturar a Peter, Peter escapa aparentemente volando, y cuando Mohinder y Nathan salen a buscarlo, se revela que fue Claude quien lo volvió invisible, más tarde Claude acepta ser el maestro de Peter, advirtiéndole del duro trabajo que conllevaría.
Niki sigue estando en confinamiento solitario, mientras D.L trata de sobrellevar su vida como padre soltero, pero las cosas no le salen muy bien, mientras a Niki se le hace la propuesta de ser sometida a un tratamiento de personalidad múltiple, Niki le advierte ala Doctora del peligro, sin embargo la doctora se niega. 
Esa misma noche Niki es visitada por D.L quien le ruega a Niki que regrese para ayudarlo, pero Niki lo persuade de que no sería buena idea, D.L. se marcha, mientras Niki decide aceptar el tratamiento. 
Posteriormente Micah en un intento de ayudar a su padre, utiliza su poder para robar dinero, de los cajeros. 
Hiro junto a Ando intenta seguir con su viaje, pero durante el progreso, unos extraños comienzan asecharlos y perseguirlos, hasta que ambos son capturados por los hombres, en la camioneta un hombre les asegura que trabaja para un hombre de gran poder, Ando comienza a preocuparse pero Hiro lo apacigua diciendo que no debe tratarse de alguien destacado, Hiro y Ando son llevados ante el jefe quien resulta ser el padre de Hiro. 
Claire en compañía de Zach, siguen ocultando su relación ante Noah, justificándolo con un proyecto escolar, el par entonces comienza a elaborar investigaciones detalladas, en donde buscan el pasado de Meredith Gordon, sin embargo Claire logra conseguir el número de Meredith y luego de marcar hace contacto con su madre biológica.
Noah por otro lado intenta mantener vivo a Sylar, tras haber sido envenenado por medidas preventivas, sin embargo Sylar fallece, y luego de unas horas, Sylar revive, mata a su custodio y sorprende a Noah, cuando este vuelve a ver el progreso. 